# Piotr Tchardynine
Piotr Tchardynine (en russe : Пётр Иванович Чардынин), né Piotr Ivanovitch Krassavtsev le 27 janvier 1873 (8 février dans le calendrier grégorien) et mort en 1934, est un cinéaste et un acteur du cinéma muet russe de premier plan.

## Biographie
Piotr Ivanovitch Krassavtsev (ou selon certaines sources Krassavtchikov, ce qui signifie bel homme en russe) naquit dans une famille paysanne du gouvernement de Perm, à Tcherdyne. La famille s'installe ensuite à Simbirsk, où il grandit.
Il entre à l'école d'art dramatique et musical de la Société philharmonique de Moscou, en 1890, et suit les classes d'Aleksandr Ioujine (ru), de A.N.Nevski, et, à partir de 1891, de Vladimir Nemirovitch-Dantchenko. Il prend alors le pseudonyme de Tchardyne, puis de Tchardynine. À la sortie de l'école, il devient acteur et metteur en scène de théâtres de province sans vraiment percer ; à l'été 1908, il fait partie de la troupe du théâtre de la maison populaire de Vvedensky et fait la connaissance d'Alexandre Khanjonkov qui invite la troupe à tourner dans l'un de ses premiers films muets, La Chanson du marchand Kalachnikov, puis dans Un Mariage russe au XVIe siècle qui sont montés par Vassili Gontcharov. Tout le monde était plus au moins novice en la matière, mais l'enthousiasme était grand, aussi bien du côté des acteurs, que de la production et de la mise en scène.
Piotr Tchardynine maîtrise alors rapidement les techniques du cinématographe naissant et tourne Le Pouvoir des ténèbres en 1909. En 1910, il signe la première adaptation cinématographique de L'Idiot de Fiodor Dostoïevski. Il devient alors le cinéaste et réalisateur principal de la Société A. Khanjonkoff et Compagnie. Lorsqu'Evgueni Bauer arriva dans la compagnie en 1916, Tchardynine se sentit relégué au second rôle et partit travailler pour la firme concurrente de Dmitri Kharitonov à Odessa, où il tourna des mélodrames extraordinaires.
Il tourna plus de 200 films avant la révolution, dont 34 ont été conservés jusqu'à aujourd'hui.
Il joue un rôle important dans un film dans le goût mélodramatique de l'époque qu'il tourne et qu'il met en scène en 1918 Tais-toi, ma tristesse, tais-toi.
Lorsque l'industrie cinématographique est nationalisée par les Bolcheviks, il part pour la France, où il travaille chez les Russes émigrés pionniers du cinéma muet. Il tourne un film en Italie et un autre en Lettonie, mais retourne en 1923 en Russie.
Il travaille un peu aux studios d'Odessa en Ukraine soviétique sur des films épiques, de cape et d'épée ou sur l'histoire ukrainienne, mais en 1928 cesse son activité cinématographique, ses goûts n'étant pas conformes à l'idéologie de l'époque. Il est écarté par les autorités.
Il meurt d'un cancer du foie, en 1934. Il est enterré au deuxième cimetière chrétien d'Odessa. Dans l'enclos accueillant sa tombe se trouve un cénotaphe élevé à la mémoire de Vera Kholodnaïa.

## Filmographie

### Comme réalisateur (sélection)
- 1909 : Les Âmes mortes (Мёртвые души)
- 1909 : La Puissance des ténèbres (Vlast tmy)
- 1909 : Pesn pro kuptsa Kalachnikova
- 1910 : Vadim
- 1910 : L'Idiot, adaptation de l'œuvre de Fiodor Dostoïevski
- 1910 : La Dame de pique (Пиковая дама)
- 1911 : Eugène Onéguine
- 1911 : La Fille du boyard
- 1911 : En place marchande (Na boïkom meste)
- 1913 : Le Précipice, adaptation de l'œuvre d'Ivan Gontcharov
- 1913 : Derrière la porte du salon, coréalisé avec Ivan Lazarev
- 1913 : La Petite Maison de Kolomna (Домик в Коломне), adaptation du poème d'Alexandre Pouchkine
- 1913 : Guerre et paix (voïna i mir / Война и мир)
- 1914 : Femmes de demain (Zhenshchina zavtrashnego dnya / Женщина завтрашнего дня)
- 1914 : La Ballade (Sorvanets / Сорванец)
- 1914 : Les Chrysanthèmes (Хризантемы)
- 1914 : Mazeppa (Мазепа)
- 1914 : Jalousie (Ревность)
- 1915 : Natacha Rostova (Наташа Ростова)
- 1915 : Le Déluge (potop /Потоп)
- 1915 : La Comédie de la mort (komedia smerti / Комедия смерти)
- 1915 : L'Amour du conseiller d'État
- 1918 : Tais-toi, ma tristesse, tais-toi (Molchi, grust... molchi)
- 1920 : Les Sept Pendus (ru) (Рассказ о семи повешенных)
- 1921 : Dubrowsky, der Räuber Ataman
- 1924 : Le Maître des roches noires (Хозяин Черных скал)
- 1926 : Taras Chevtchenko
- 1927 : Les Tartares (uk) (Taras Triassylo)

### Comme acteur
- 1909 : Le Choix de fiancée pour le Tsar (Выбор царской невесты) de Vassili Gontcharov (court métrage)
- 1909 : Chanson sur le marchand Kalashnikov (Песнь про купца Калашникова) de Vassili Gontcharov (court métrage) : le marchand Kalashnikov
- 1909 : Un mariage russe au XVIIe siècle (Русская свадьба XVI столетия) de Vaqsili Gontcharov (court métrage) : le père du marié
- 1909 : Les Âmes mortes (Мёртвые души) de lui-même (court métrage) : Nozdrev
- 1909 : Tcharodeïka (Чародейка) de Vassili Gontcharov et lui-même (court métrage) : Prince Kurlyatev
- 1909 : Drame à Moscou (Drama v Moskve) de Vassili Gontcharov (court métrage) : le fan
- 1910 : Boyarin Oarcha de lui-même (court métrage) : Orsha
- 1910 : Vadim (Вадим) de lui-même (court métrage) : Palitsyn
- 1911 : Eugène Onéguine de Vassili Gontcharov (court métrage) : Eugène Onéguine
- 1911 : La Sonate à Kreutzer de lui-même (court métrage)
- 1912 : Le Lot du paysan (Крестьянская доля) de Vassili Gontcharov (court métrage) : le père de Pierre
- 1913 : L'Avènement de la dynastie des Romanov (Воцарение дома Романовых) de Vassili Gontcharov et lui-même (court métrage) : figurant dans la foule
- 1914 : Volga et Sibérie (Волга и Сибирь) de Vassili Gontcharov et lui-même (court métrage) :
- 1914 : T'en souviens-tu ? (Ты помнишь ли?) de lui-même (court métrage) : Lev Nilski
- 1918 : Tais-toi, ma tristesse, tais-toi (Molchi, grust... molchi) de lui-même et Cheslav Sabinsky : Lorio
- 1921 : Dubrowsky, der Räuber Ataman de lui-même
- 1924 : Le Maître des roches noires (Хозяин Черных скал) de lui-même